# フェリシオ・ミルソン
フェリシオ・メンデス・ジョアン・ミルソン（Felício Mendes João Milson、1999年10月12日 - ）は、アンゴラとポルトガルのサッカー選手。ポジションはミッドフィールダー。

## 経歴
2024年7月26日、レッドスター・ベオグラードと4年契約を締結した。